# ويليام إدوين بروكس
ويليام إدوين بروكس (بالإنجليزية: William Edwin Brooks)‏ هو عالم طيور أيرلندي، ولد في 30 يوليو 1828 في دبلن في جمهورية أيرلندا، وتوفي في 18 يناير 1899.